# Gampola fasciata
Gampola fasciata är en fjärilsart som beskrevs av Moore 1878. Gampola fasciata ingår i släktet Gampola och familjen björnspinnare. Inga underarter finns listade i Catalogue of Life.